# George Pennington (Psychologe)

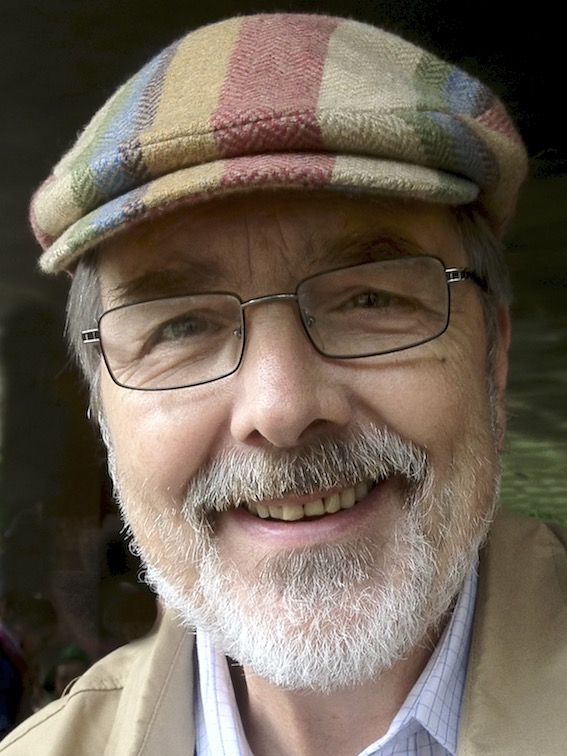
George Pennington 2012

George Pennington, (geb. 22. Dezember 1947 in Washington, D.C.) ist psychologischer Forscher und Lehrer, Buchautor und TV-Psychologe. Er arbeitet als Coach und Berater in Augsburg.

## Leben
George Pennington wuchs in den USA, Frankreich und Österreich auf. Nach seinem Studium der Soziologie und Psychologie an der Ruprecht-Karls-Universität in Heidelberg erweiterte er seine Ausbildung in London (Psychotherapie, physikalische Therapie, Landwirtschaft).
1977 kam er nach Deutschland, wo er sich (bis 1984) einem therapeutischen Team in Bayern anschloss. 1978 entdeckte er eine Meditationstechnik, die französische Fahrende im Geheimen überliefert hatten. Nach 16 Jahren intensiver Beschäftigung mit dieser Methode schrieb er das Handbuch dazu (Die Tafeln von Chartres).
Ab 1984 konzentrierte er sich auf die Arbeit in der Wirtschaft. Er unterrichtete die Soft Skills in Vorträgen und Seminaren im Rahmen der internen Weiterbildung großer Unternehmen.
Inzwischen gilt sein Hauptinteresse der Meditation.
2005 produzierte er in Zusammenarbeit mit BR-alpha die 13-teilige TV-Serie Bewusst Leben – Psychologie für den Alltag.

## Publikationen
- Kleines Handbuch für Glasperlenspieler. Irisiana 1981, Lenzwald 2015 ISBN 978-3-945947-06-7
- Die Tafeln von Chartres. Walter 1994, 8. Auflage bei Patmos 2018 ISBN 978-3-8436-0056-9
- Vom Schielen und Schauen – Das Übungsbuch für Fehlsichtige. Haug 1995, Lenzwald 2014 ISBN 978-3-945947-05-0
- Das Taoistische Gebet – Eine Körperübung für jeden Tag. Kösel 1995 ISBN 978-3-466-34325-6
- Shadowrider – Field Notes of a Psychonaut. Englisch, Lenzwald 2013 ISBN 978-3-9815643-6-5
- Bewusst Leben – Psychologie für den Alltag. Lenzwald 2014, 2. Auflage 2017, ISBN 978-3-9815643-1-0